# Weidmannsrast

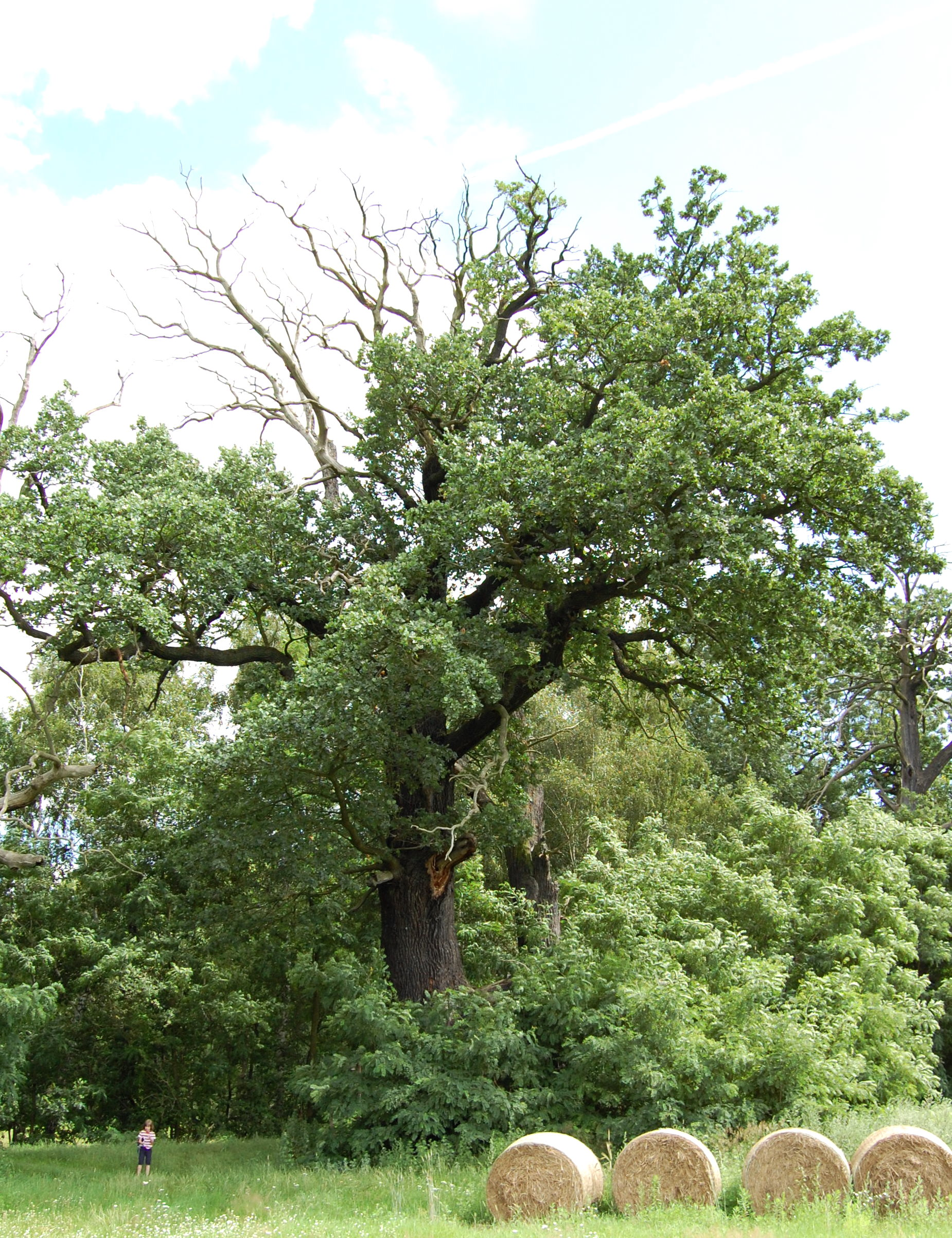
Weidmannsrast

Weidmannsrast ist eine alte Stieleiche im Byttnahain südöstlich von Straupitz.
Sie gehörte, wie die anderen alten Eichen des Hains, zu einem alten Hudewald. Weidmannsrast ist ein Naturdenkmal und liegt an einem Wanderweg. Direkt neben ihr steht die Christoph-Heinrich-Eiche. Nach einem vor Ort aufgestellten Schild hat Weidmannsrast eine Höhe von 27 Metern und einen Umfang von 6,20 Meter. Eine andere Quelle gibt für das Jahr 2004 einen Umfang von 6,10 Meter an.
In der Krone der mehrere Jahrhunderte alten Eiche sind bereits größere Teile abgestorben.